# Macropedius
Georgius Macropédius, de son vrai nom Joris van Lanckvelt (23 avril (?) 1487 - fin juillet 1558), est un humaniste néerlandais, à la fois maître d’école et le plus grand auteur dramatique du XVIe siècle qui écrivait en latin.

## Biographie
Macropédius est né en 1487 à Gemert (Brabant-Septentrional, Pays-Bas) sous le nom de Joris van Lanckvelt. On sait peu de choses de sa jeunesse. Après avoir fréquenté pendant quelques années l’école paroissiale de Gemert, où il apprend à lire, à écrire, à chanter et à parler latin, il demeure à Bois-le-Duc afin de poursuivre sa formation à l’école latine. À Bois-le-Duc, il habite une des pensions des Frères de la vie commune, adhérents du Mouvement de la Dévotion moderne. En 1502, à l'âge de 15 ans, il devient membre de la communauté des Frères de la Vie Commune et se prépare à une carrière dans l’enseignement et au sacerdoce. Dix ans plus tard, il est ordonné prêtre et il enseigne à l’école latine de Bois-le-Duc.
Entre 1506 et 1510, il commence à écrire des livres scolaires et des pièces de théâtre en latin. Les premières versions de sa pièce Asotus (Le fils perdu) datent de cette période. Il avait pris un nom classique, comme il était de coutume à l’époque : 'Joris' était devenu 'Georgius' et 'Van Lanckvelt' était remplacé par 'Macropédius'.
Vers 1525, il est nommé recteur du Collège Saint Jérôme à Liège. Avec quelques autres professeurs, Macropédius contribue à l’essor de cette école latine. En 1527, il retourne à Bois-le-Duc et, trois ans plus tard, en 1530, il s'installe à Utrecht, la plus grande ville des Pays-Bas du Nord à l'époque. Il devient de plus en plus célèbre et il est réputé pour sa fidélité au catholicisme. En 1531, il retourne à Gemert afin de liquider une succession. Sous sa direction, le Collège Saint Jérôme à Utrecht devient l’école latine la plus importante des Pays-Bas du Nord. Macropédius y enseigne le latin, le grec, peut-être l’hébreu, l’art poétique, la rhétorique, les mathématiques et la musique. Chaque année, spécialement pour l’école, il compose le texte et la musique d’une chanson latine. Il y rédige en outre la plupart de ses livres scolaires et de ses pièces de théâtre, qui sont publiés non seulement à Bois-le-Duc et à Utrecht, mais également à Anvers, à Londres, à Cologne, à Francfort, à Bâle ainsi que dans d’autres grandes villes.

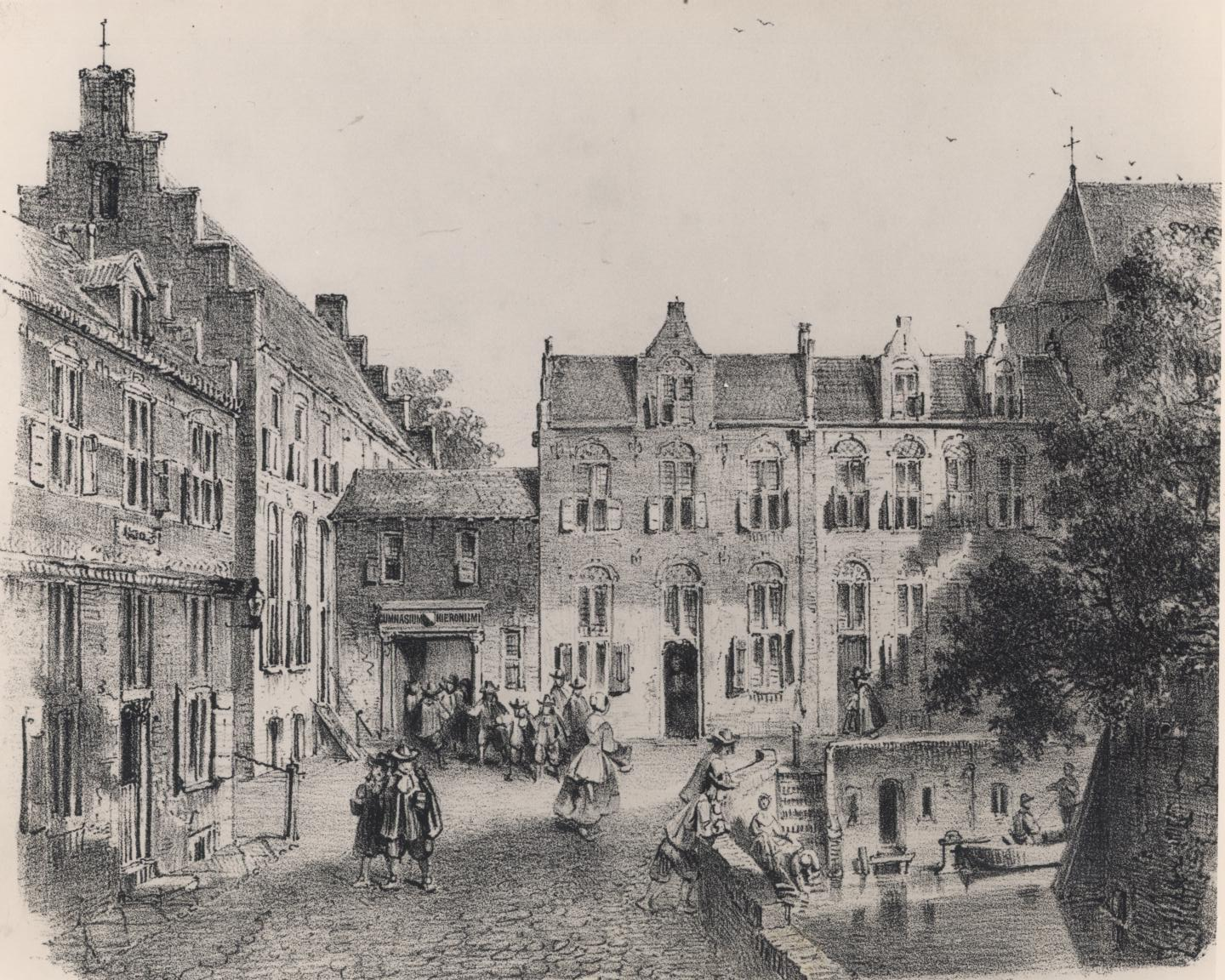
Le Collège Saint Jérôme à Utrecht. (XVIIe siècle).

Dans les années 1552-1554, ses œuvres complètes sont revues, corrigées et rééditées en deux volumes avec de la musique : Omnes Georgii Macropedii Fabulae Comicae. Par la suite, Macropédius ne publie qu’une seule pièce de théâtre, Jesus Scholasticus. En 1557 ou en 1558, il quitte le Collège Saint Jérôme et Utrecht pour retourner dans le Brabant. Il meurt à la maison des Frères de la Vie Commune lors d'une épidémie de peste en 1558 et il est enterré à l’Église des Frères. Après sa mort, quelques-uns de ses anciens élèves reconnaissants dressent en son honneur un monument funéraire avec une épitaphe et un portrait de leur maître aimé. Aujourd’hui, le monument aussi bien que l’église ont disparu.

## Œuvres

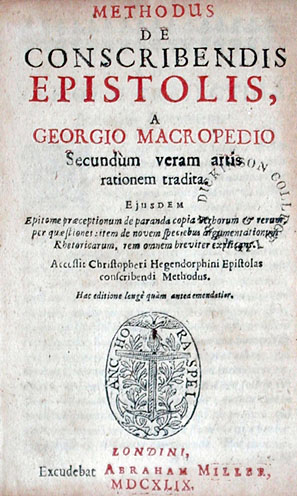
Dernière édition d’Epistolica, Londres, 1649 - 106 ans après la première édition (Dickinson College, Carlisle, Pennsylvania, États-Unis).

Macropédius a publié une dizaine de livres scolaires, dont le célèbre Epistolica (1543), un livre sur l’art épistolaire et sur la rhétorique. Ce livre avait été édité pour la première fois en 1543 à Anvers, puis à Bois-le-Duc, à Cologne, à Francfort, à Bâle, à Dillingen et à Leyde sous le titre Methodus de Conscribendis Epistolis. De nombreuses écoles, aux Pays-Bas, en Angleterre et dans l’empire allemand, l’ont utilisé. Trente-six éditions différentes sont connues. À partir de 1576, des éditions anglaises ont également été publiées. Shakespeare a pu connaître cette œuvre, puisque son ami imprimeur et concitoyen Richard Field, chez qui il demeurait, en avait imprimé une nouvelle édition. La dernière édition parut en 1649, à Londres, cent ans après la première.
Ses livres scolaires montrent que Macropédius était un grand humaniste et un disciple fidèle de Désidérius Erasmus. Il connaissait les Sept Arts Libéraux et les Trois Langues (le latin, le grec et l’hébreu). Il connaissait également la littérature grecque et latine, la Bible et les textes religieux. Les nombreuses rééditions de ses œuvres aux Pays-Bas, dans l’empire allemand, en France et en Angleterre, montrent que les activités de Macropédius étaient approuvées par ses contemporains et par la prochaine génération d’humanistes. Entre 1542 et 1561, son livre scolaire sur la langue grecque, intitulé Græcarum Institutionum Rudimenta, a été imprimé sept fois à Paris (T. Richard), ce qui montre qu’on l’utilisait en France. Macropédius a fortement contribué aux succès de la réforme de l’enseignement humaniste de la première moitié du XVIe siècle. Infatigable, il stimulait l’usage du grec, non seulement afin de rendre possible la lecture du Nouveau Testament, mais aussi pour faciliter l’étude des écrivains grecs classiques.
Macropédius doit sa plus grande gloire à ses douze pièces de théâtre, dont  Rebelles et Aluta (1535), Petriscus (1536), Asotus (1537), Andrisca (1538), Hecastus (1539), Bassarus (1540), Lazarus mendicus (1541), Josephus (1544). Aux Pays-Bas et dans l’empire allemand, il était le meilleur auteur dramatique qui écrivait en latin et l’auteur le plus productif du XVIe siècle.

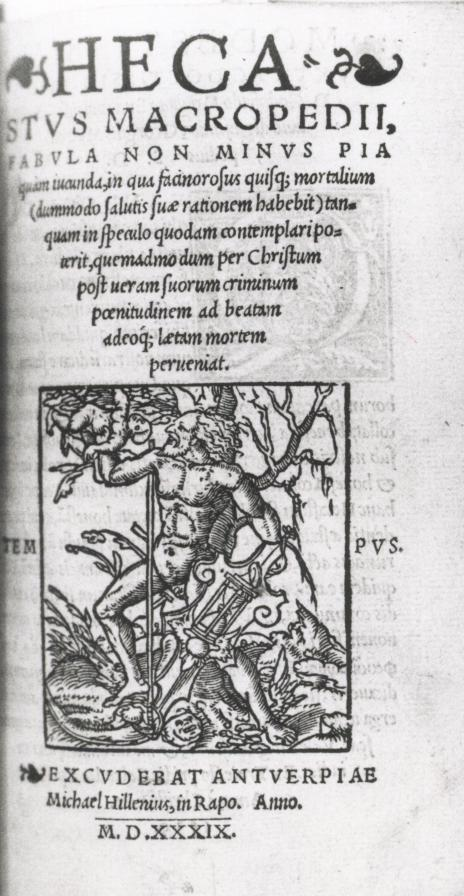
Première édition d’Hécastus par Michael Hillen, Anvers, 1539 (Bibliothèque de l’université de Tilbourg).

Andrisca est une comédie sur deux femmes adultères rusées qui portent la culotte et se disputent avec leurs époux. À la fin du XVIe siècle, Shakespeare avait traité ce même thème dans La Mégère apprivoisée. Bassarus est une comédie sur le mardi gras. Dans Asotus, Macropédius traite le thème biblique du fils perdu. Sa pièce est jouée à Trinity College à Cambridge et à l’Université de Prague. En 1539 est par son plus grand succès, Hécastus. Il s'agit d'une adaptation libre en latin de l’œuvre néerlandaise Elckerlyc. Le personnage principal est Hécastus (« tout le monde »), un adolescent en bonne santé qui jouit de la vie. Quand il apprend qu’il va bientôt mourir, aucun de ses meilleurs amis, aucun membre de sa famille et aucune de ses connaissances n’est prêt à l’accompagner pendant son dernier voyage. Hécastus est le chef-d’œuvre de Macropédius. Avant la fin du XVIe siècle, Hécastus est imprimée, traduite et jouée de nombreuses fois dans plusieurs pays, aussi bien en latin que dans d’autres langues. Il en existe douze éditions différentes et six traductions en allemand. L’une de ces traductions est de Hans Sachs, le poète de la Réforme allemande. Hécastus est traduit aussi en danois, en néerlandais et en suédois. La traduction suédoise date de 1681, 142 ans après la première édition. C’est surtout dans l’empire allemand que la pièce a le plus de succès, avec dix-huit représentations connues, principalement dans les régions protestantes. (L’œuvre néerlandaise Elckerlyc et Hécastus de Macropédius sont à l’origine de la pièce de théâtre allemande Jedermann. Chaque année, on joue encore cette pièce dans la Cathédrale de Bamberg, tout comme au Festival de Salzbourg.) En 1552, Macropédius publie une nouvelle édition de Hécastus. De la préface, on pourrait conclure qu'il y fut forcé. Il semble que l’humaniste tolérant Macropédius fut soupçonné d’avoir des sympathies pour la Réforme.

## Succession

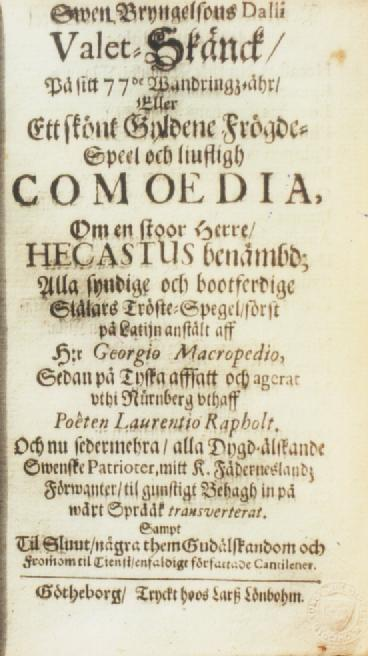
La page de titre de la traduction suédoise d’Hécastus, par Sven Dalius et imprimée par Lars Löhnbohm à Göteborg, 1681 (Bibliothèque Royale à Stockholm).

Le succès de Macropédius ne se limite pas à ses livres scolaires et à ses pièces de théâtre. Professeur et recteur des écoles latines de Bois-le-Duc, de Liège et d’Utrecht, il compte parmi ses élèves l'helléniste Arnoldus Arlenius, le linguiste Willem Canter, le professeur de médecine de l’université de Leyde Johannes Heurnius, le géographe Gerardus Mercator, l’imprimeur Laurentius Torrentinus (qui eut beaucoup de succès en Italie) et le médecin Johannes Wier, qui en 1563 déjà dénonçait la sorcellerie et la chasse aux sorcières.
En 1565, sept ans après sa mort, un groupe d’anciens élèves publie un recueil de poèmes afin de commémorer leur maître, Apotheosis D. Georgii Macropedii. Au XVIIe siècle, toutefois, Macropédius et ses œuvres tombent peu à peu dans l’oubli. On joue de moins en moins ses pièces et ses œuvres ne sont plus rééditées. Ses pièces étaient écrites en latin, tandis que les poètes de la république des Pays-Bas écrivaient de plus en plus en néerlandais.
À la fin du XIXe siècle, des scientifiques allemands et belges redécouvrent Macropédius. Au XXe siècle, de nombreux livres et articles sur cet humaniste et ses œuvres sont publiées. En 1972, le scientifique américain Thomas W. Best publie livre sur Macropédius (Twaynes World Authors Series, New York). Plus récemment, ses pièces ont été traduites en néerlandais et il apparait des traductions en anglais, également sur internet.

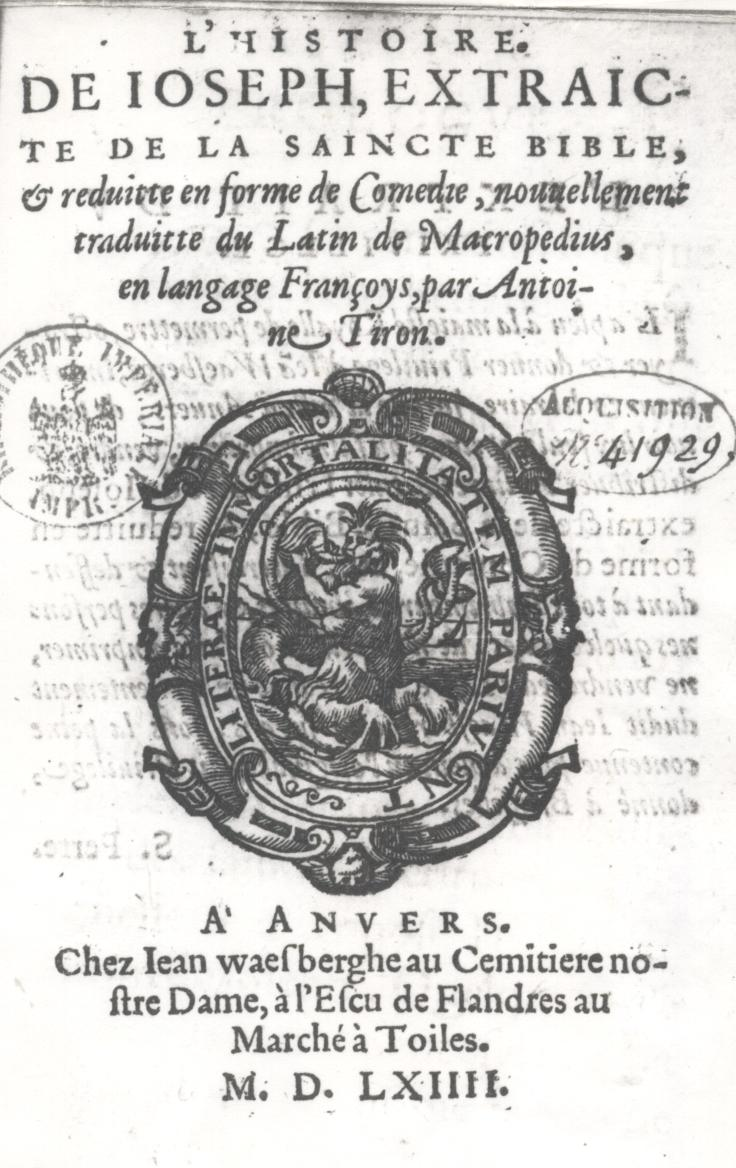
La page de titre de la traduction française du Josephus par Antoine Tiron, imprimé à Anvers 1564 (Jan van Waesbergen).

## Éditions françaises des œuvres de Macropédius
- Josephus : L’Histoire de Joseph, extraicte de la Saincte Bible et reduitte en forme de Comedie, nouvellement traduitte du Latin de Macropedius, en langage François, par Antoine Tiron, Anvers, 1564 (J. Waesberge).
- Lazarus Mendicus : Moralité nouvelle du mauvais Riche et du Ladre (traduction anonyme), Aix-en-Provence 1823 (A. Pontier).
- Alain Cullière (éd.), Aspects de la poésie sacrée à la Renaissance. Les traductions d’Antoine Tiron (1564), Paris, Classiques Garnier, coll. Textes de la Renaissance, vol. 230, 2020, 236 p.  (ISBN 978-2-406-09920-8). [éd. critique de la traduction du Josephus par Antoine Tiron, p. 51-140].